# Texoma-tó
A Texoma-tó az Amerikai Egyesült Államok egyik legnagyobb víztározója, a US Army Corps of Engineers (USACE) 12. legnagyobb tava, és a USACE Tulsa körzetének legnagyobb tava. A Texoma-tó a Red Riveren, az oklahomai Bryan megyében és a texasi Grayson megyében, a folyó torkolatától mintegy 1168 km-re (726 mérföldre) felfelé a folyónál található Denison-gátból keletkezik. A Red és a Washita folyók összefolyásánál található. A projektet 1944-ben fejezték be. A gát helye körülbelül 8,0 km-re (5 mérföldre) északnyugatra van a texasi Denisontól és 24 km-re (15 mérföldre) délnyugatra az oklahomai Durant városától. A Texoma-tó a legfejlettebb és legnépszerűbb tó az USACE Tulsa körzetén belül, évente mintegy 6 millió látogatót vonz. Oklahoma határain belül nagyobb része van a tónak, mint Texasnak. A Texoma-tó a legfejlettebb és legnépszerűbb tó a USACE Tulsa körzetén belül, évente mintegy 6 millió látogatót vonz.

## Története
A Texoma-tó jelentősége az évtizedek során elsősorban az éves árvizek és pusztítások enyhítésével a térség foglalkoztatási motorjává, végül pedig az ország rekreációs mekkájává vált.
George Moulton, akit egyesek a denisoni-gát atyjának tartanak, egy denisoni üzletember volt, aki már 1925-ben megálmodta, hogy gátat emel a Red Riverre Baer's Ferrynél. George Moulton az 1920-as évek végén kezdett lobbizni és tárgyalni a denisoni és duranti kereskedelmi kamarákkal. Sam Rayburn az 1930-as évek elején csatlakozott a csapathoz, és jelentős szerepet játszott a nagy tó megvalósításának törvényhozási folyamatában.
Az 1938-as árvízvédelmi törvény (Public Law No. 761, 75. kongresszus, 3. ülésszak) engedélyezte a Denison-gát finanszírozását, és az amerikai hadsereg mérnöki testülete még ugyanezen év júniusában felállította a Denison kerületi irodát. Az első parancsnok Lucius D. Clay kapitány volt.
A Texoma-tó a második világháború alatt épült meg. A gát építésében német hadifoglyok vettek részt, akik az első hadifoglyok voltak, akiket munkatáborban alkalmaztak. Ezek a foglyok Rommel Afrika Korpsából származtak, és az oklahomai Tishomingo és Powell táborokban voltak elhelyezve. Később a tishomingói hadifoglyokat egy másik táborban helyezték el a duzzasztóműnél. A Genfi egyezmények értelmében a hadifoglyok kizárólag nem háborús munkát végezhettek - például fák irtását a tervezett tó és a világítás építéséhez. A foglyok által végzett építési munkák közé tartozott a gátat körülvevő vízelvezető árkok habarcsos kőburkolása, amelyek még ma is megvannak.
A gát építése 1944 januárjában fejeződött be, 54 millió dollárba került (2022-ben 881 millió dollár). A két erőmű telepítése 1949 szeptemberében fejeződött be. A Texoma-tó eredetileg árvízvédelmi, vízenergia- és vízellátási célokat szolgált. A rekreációt a Kongresszus hivatalosan csak 1988-ban tette hozzá a projekt céljához.
A Texoma-tó körüli területek kezelése 1946-ban került át a Nemzeti Parkszolgálathoz (NPS), és egészen 1949-ig folytatták, amikor a két ügynökség úgy döntött, hogy az NPS kivonul, és a U.S. Army Corps of Engineers veszi át az üzemeltetési és karbantartási feladatokat. A Nemzeti Park Szolgálat mindig vonakodó partner volt ebben a megállapodásban, és végül 1949-ben kivonult Texomából.
A tó 2015 júniusában világszerte a média figyelmét keltette fel, amikor egy áradást követően leengedték a vizet, és egy 2,5 méter széles lyukkal rendelkező örvényt alakítottak ki.

## Hidrológia
A Texoma-tó két fő forrása a Red River nyugatról és a Washita River északról. További nevezetes források a Big Mineral Creek, a Little Mineral Creek, a Buncombe Creek, a Rock Creek és az Glasses Creek. A Texoma-tó a Denison-gátnál ömlik a Red Riverbe.

## Vízszintek
A természetvédelmi medence normál vízszintje az évszaktól függően 187 és 189 m (615 és 619 láb) Nemzeti Geodéziai Függőleges Dátum (National Geodetic Vertical Datum) között változik. Az árvízvédelmi medence 197 m (645 láb)  magasságig terjed. A tó öt alkalommal tetőzött a gát túlfolyóján 200 m (640 láb) magasságban - egyszer 1957-ben, 1990-ben és 2007-ben, valamint 2015. május 24-én és június 18-án. A Denison-gát teteje 670 lábon áll.

## Sómedrek a Red Riverben
A Texoma-tavat képző Red River sós vizű folyó, ami a jelenlegi Texas-Oklahoma határvidéken található 250 millió éves egykori tengerből visszamaradt sólerakódásoknak köszönhető. Az idő múlásával ez a tenger elpárolgott, és sólerakódásokat - főként nátrium-kloridot - hagyott hátra. A kőzet és az iszap végül eltemette a lerakódásokat, de a sók továbbra is kioldódnak a Texoma-tó feletti mellékfolyók természetes szivárgásain keresztül, és naponta akár 3450 tonna só is lefolyik a Red Riverbe. A Red River vizével az a probléma, hogy nagy része túl sós, és költséges kezelést igényel, ha egyáltalán használható. E jelenségnek köszönhetően a Texoma-tóban virágzik a sós vizű halfajnak számító csíkos sügér. A Texoma-tó ad otthont a csíkos sügér egyetlen önfenntartó populációjának Texasban.

## Földrajza
A Texoma-tó Oklahoma és Texas határán fekszik, Bryan, Marshall, Johnston és Love megyéiben, valamint Grayson és Cooke megyéiben[6]. 360 km2 (89 000 hektár) a felszíne, 2 525 568 acre⋅ft (3,115242 km3) a természetvédelmi vízmennyisége és 5 194 163 acre⋅ft (6,406906 km3) az árvízvédelmi vízmennyisége.

## Városok
A tavat körülvevő nevezetes texasi városok Denison, Sherman és Gainesville. Oklahomában a legnevezetesebb város Durant.
Az oklahomai Bryan megyében a tó közelében található további városok: Cartwright, Colbert, Calera, Platter és Mead. Az oklahomai Marshall megyében Madill és Kingsto a legközelebbi városok, de a tó közelében számos kisebb település is található, köztük például Enos, Little City, Cumberland, Kingston, New Woodville, McBride, Willis és Aylesworth el nem merült része, mivel Aylesworth nagy része a tó vizszintje alá került. A Texasban található további városok közé tartozik még Gordonville, Locust, Fink, Pottsboro és Preston is.

## Szigetek
A Texoma-tó több kis szigete csak vízi közlekedési eszközökkel érhető el. A szigetek nevei között nyugatról kelet felé haladva a következők szerepelnek: West Island, Wood Island, Hog Island, Treasure Island, Little Island és North Island.

## Parkok
A Texoma-tó két állami parkkal rendelkezik, ezek az oklahomai Lake Texoma State Park és a texasi Eisenhower State Park. 54, az Egyesült Államok hadsereg mérnöki testületének (USACE) kezelésében lévő park is található. A tó északi és déli szakasza egy-egy nemzeti vadrezervátumban végződik.

## Fordítás
Ez a szócikk részben vagy egészben  a   Lake Texoma című angol Wikipédia-szócikk ezen változatának fordításán alapul.  Az eredeti cikk szerkesztőit annak laptörténete sorolja fel. Ez a jelzés csupán a megfogalmazás eredetét és a szerzői jogokat jelzi, nem szolgál a cikkben szereplő információk forrásmegjelöléseként.